# Cuenca (Ecuador)
Cuenca (von span. cuenca – „Becken“) ist mit etwa 330.000 Einwohnern (Zensus 2010) die drittgrößte Stadt Ecuadors und Hauptstadt der Provinz Azuay. Sie liegt ihrem Namen entsprechend in einem andinen Hochlandbecken in 2450 bis 2600 m Höhe. Der Río Tomebamba durchfließt die Stadt, die kleineren Flüsse Río Machángara, Río Yanuncay und Río Tarqui passieren ihren Nord- bzw. Südrand.

## Geschichte
Cuenca wurde am 12. April 1557 durch den Gouverneur und Generalkapitän von Quito Gil Ramírez Dávalos als Santa Ana de los Cuatro Ríos de Cuenca gegründet. Den Auftrag dazu hatte er vom 3. Vizekönig von Peru, Andrés Hurtado de Mendoza, erhalten, der vor seinem Amtsantritt 1555 Gouverneur des spanischen Cuenca gewesen war.
Etwa 50 Jahre zuvor hatte hier in blutigen Kämpfen der Inka Túpac Yupanqui die Kañari-Indianer unterworfen. An der Stelle der Kañari-Siedlung Guapondelig wurde nun Tumipampa (Tomebamba) als religiöses und kulturelles Zentrum am Hauptweg von Cusco nach Quito errichtet. Als 1547 die ersten spanischen Chronisten Tumipampa erreichten, lag die Stadt in Trümmern. Schuld daran war vermutlich der Inka-Erbfolgekrieg zwischen Huáscar und Atahualpa, bei dem sich die Kañari-Indianer auf die Seite des unterlegenen Huáscar gestellt hatten, worauf eine Strafexpedition des siegreichen Atahualpa folgte. Der deutsche Archäologe Max Uhle (1856–1944) „Vater der Archäologie in Südamerika“ und „Begründer der Andenarchäologie“, entdeckte 1925 Grundmauern des Inka-Palastes Pumapunku (Pumapungo) und des Wiraqucha-Tempels. Auf den Grundmauern des Palastes befindet sich heute ein Museum der ecuadorianischen Zentralbank.
Das erste Jesuitenkolleg wurde 1638 durch Francisco de Figueroa und Cristóbal de Acuña, dem ersten Rektor, gegründet. Bis 1767 waren Mönche tätig, als die Jesuiten das spanische Territorium verlassen mussten. 1862 kehrten sie zurück, das Kolleg wurde kurzzeitig restauriert bis 1876, als politische Probleme erneut zum Abzug zwangen.
1786 wurde in der Stadt das römisch-katholische Bistum Cuenca errichtet, das 1957 zum Erzbistum Cuenca erhoben wurde. Die Hauptkirche des Erzbistums ist die Catedral Metropolitana de la Inmaculada Concepción, die „neue“ Kathedrale. Die gegenüber liegende „alte“ Kathedrale wurde nach einem Umbau im Jahr 1999 zum Museum für religiöse Kunst.
Am 3. November 1820 wurde Cuenca durch Simón Bolívar für unabhängig erklärt. Vierzig Jahre später kamen französische Jesuiten nach Cuenca, die sich auf friedliche Weise niederließen.
Am 11. Juli 1983 stürzte nach einer Explosion ein Passagierflugzeug vom Typ Boeing 737 nahe der Stadt ab. Dabei kamen 119 Insassen ums Leben.
Am 7. Februar 2021 entschieden sich die Einwohner Cuencas und umliegender Gemeinden im Zuge eines Referendums, welches zusammen mit den nationalen Wahlen abgehalten wurde, für ein Verbot weiterer Minenbauaktivitäten im Kanton.

## Kultur
Am wichtigsten und zentralen Platz der Stadt, dem Plaza Abdón Calderón, befinden sich die 1557 begonnene alte Kathedrale (La Catedral Vieja) mit der ältesten Orgel Ecuadors und die 1885 begonnene, aber wegen diverser Erdbeben nicht endgültig fertiggestellte neue Kathedrale (La Nueva Catedral), die bis zu 10.000 Gläubigen Platz bietet, sowie Behörden der Provinz- und Stadtverwaltung in repräsentativen Gebäuden des „republikanischen Stils“ des 19. Jahrhunderts. Die Altstadt wurde 1999 auf die Liste des Weltkulturerbes der UNESCO aufgenommen. Cuenca gilt als das „Athen Ecuadors“.
In der Calle Larga befindet sich das Panama-Hut-Museum, in dem alte Arbeitsgänge der traditionellen Strohhuterstellung vorgeführt werden.

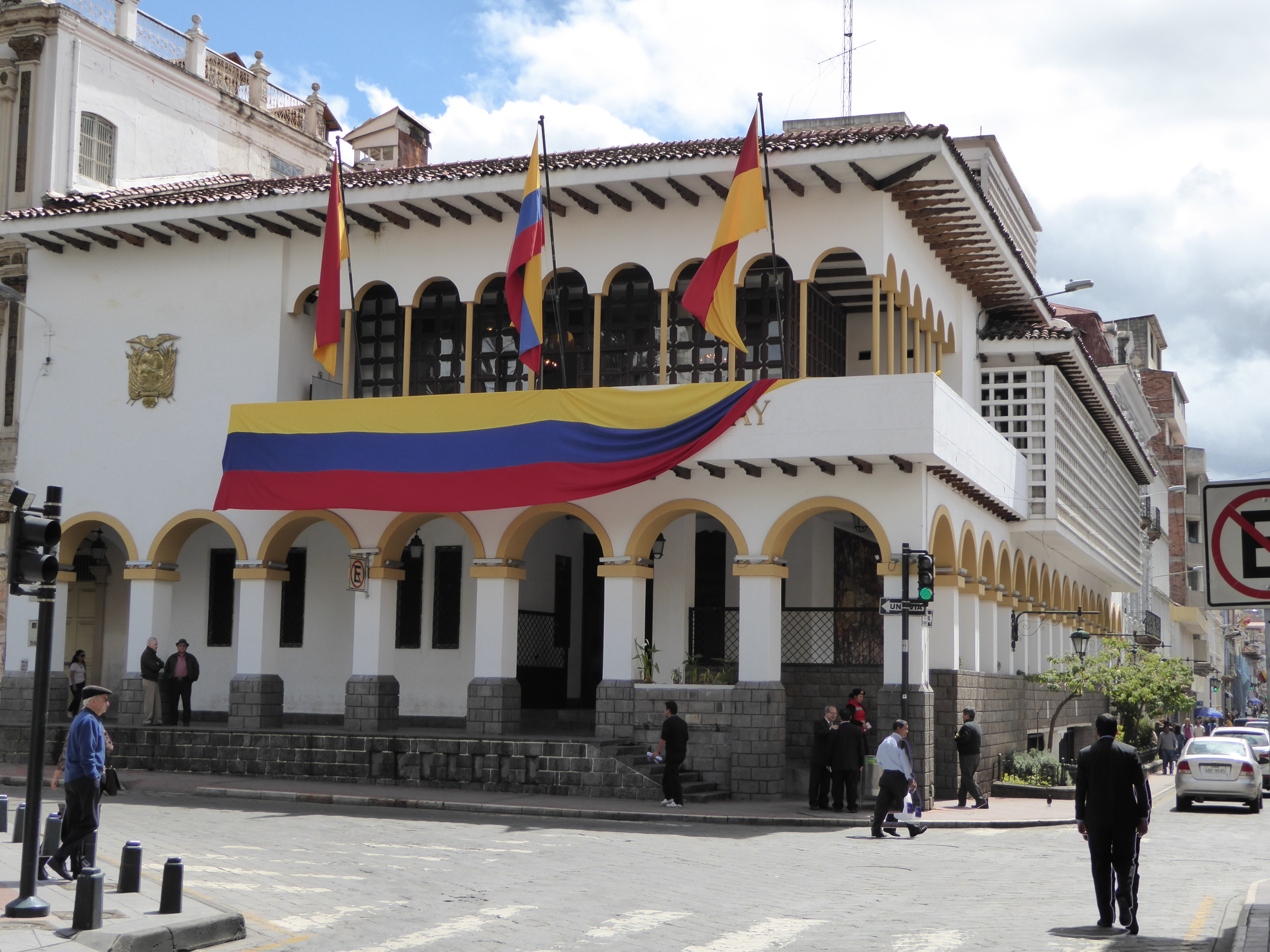
Regierungspalast der Provinz Azuay
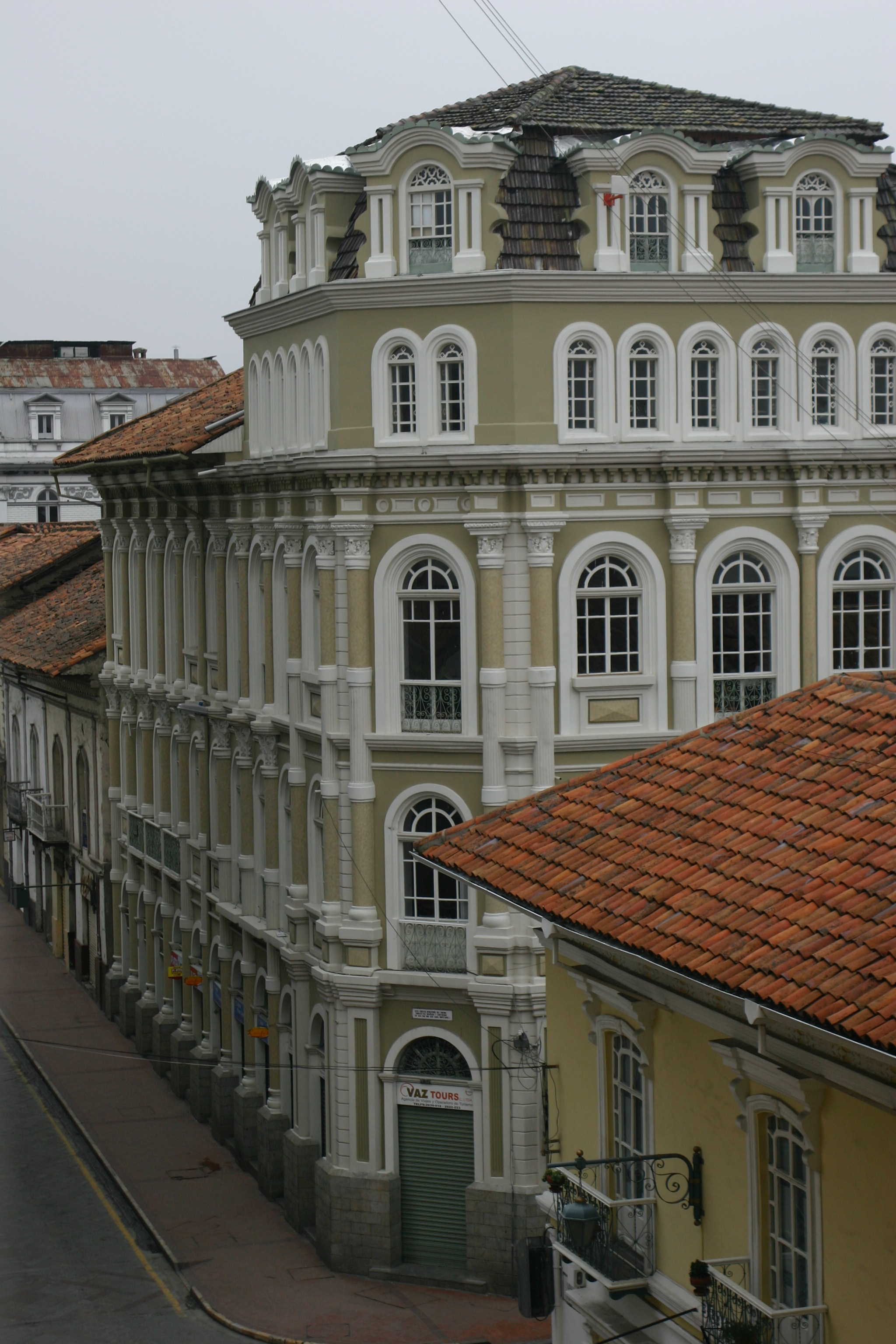
Architektur
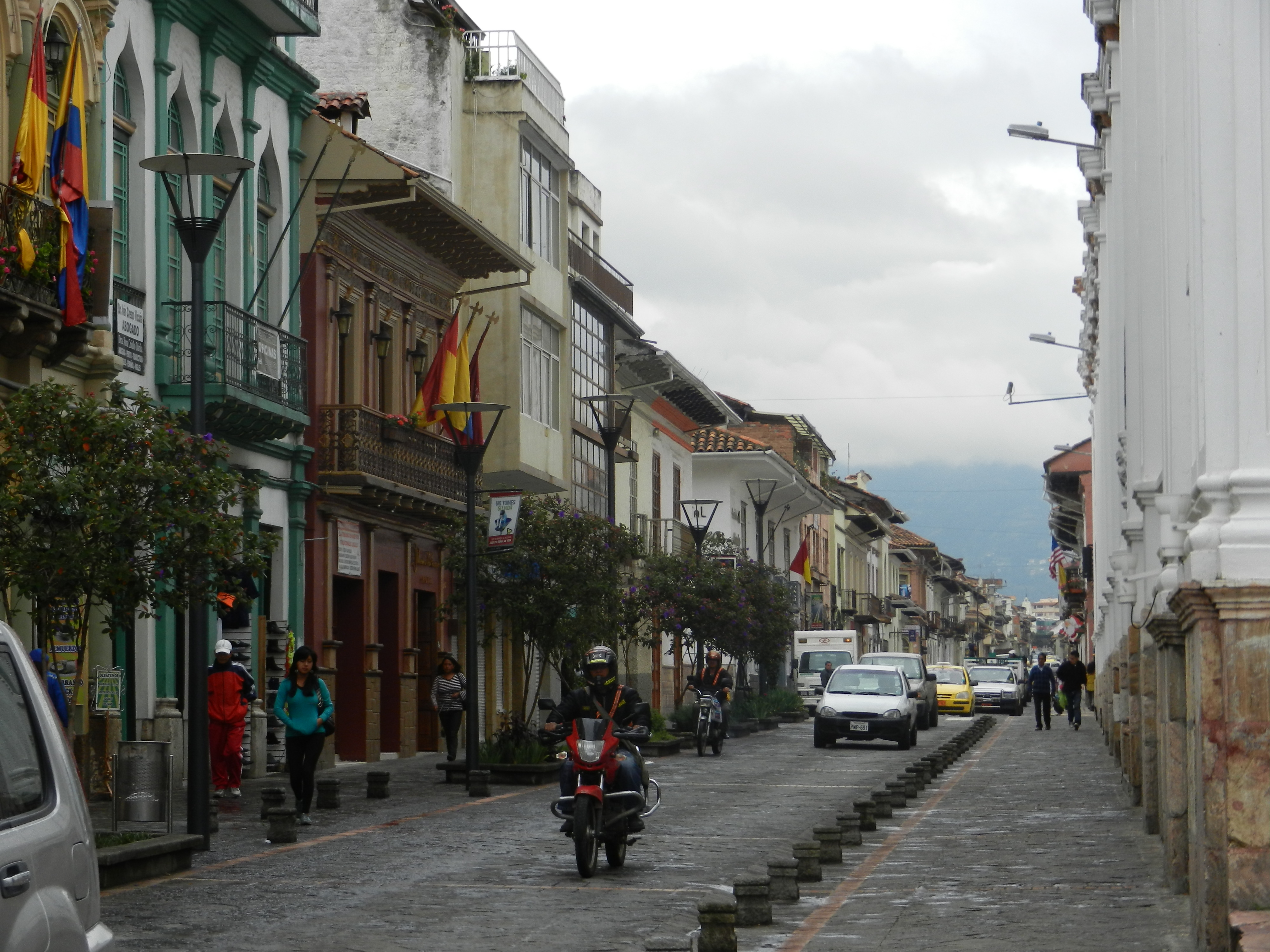
Typisches Straßenbild in der Innenstadt
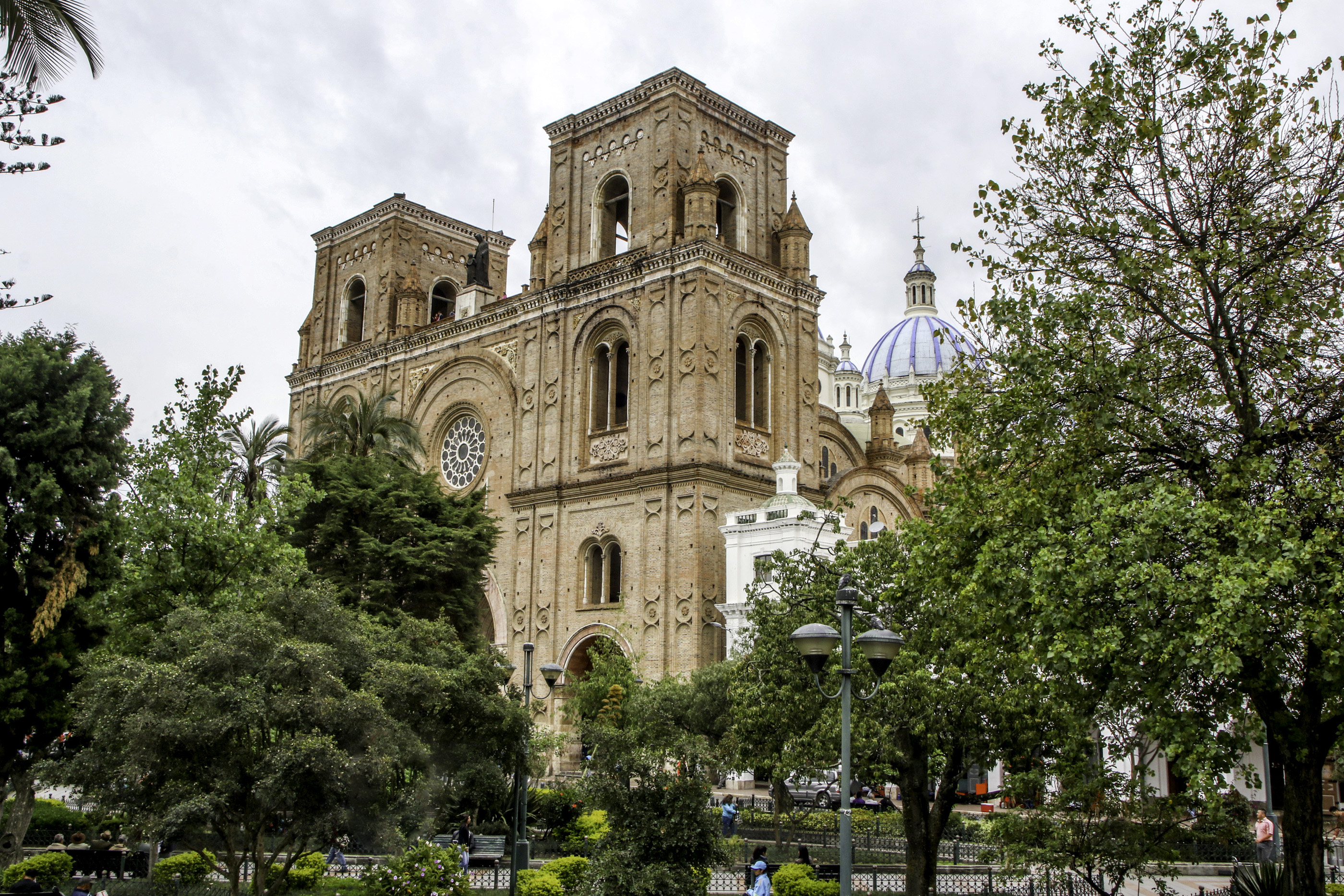
„Neue“ Kathedrale im Parque Calderon
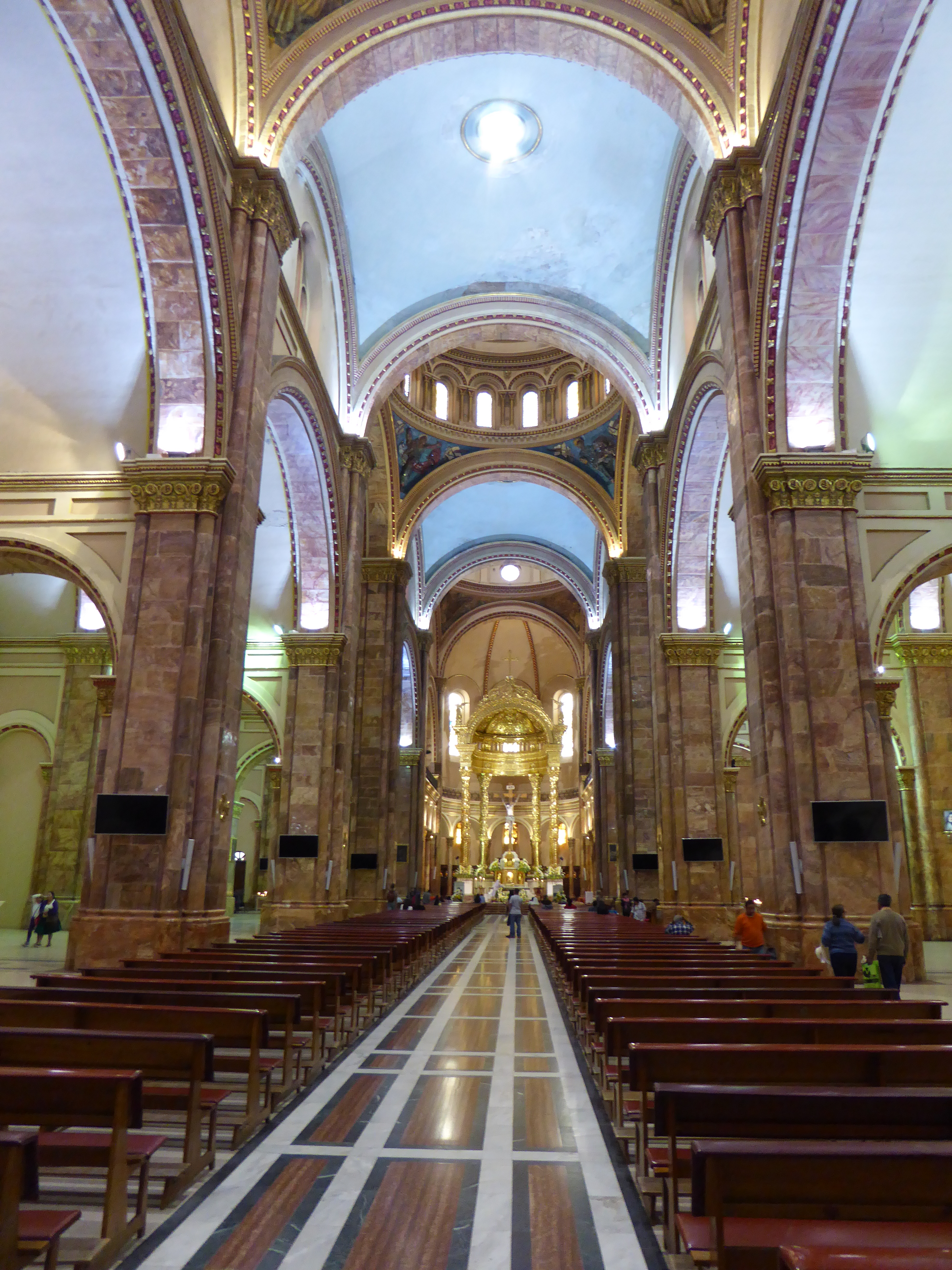
Blick in den Chor der Neuen Kathedrale
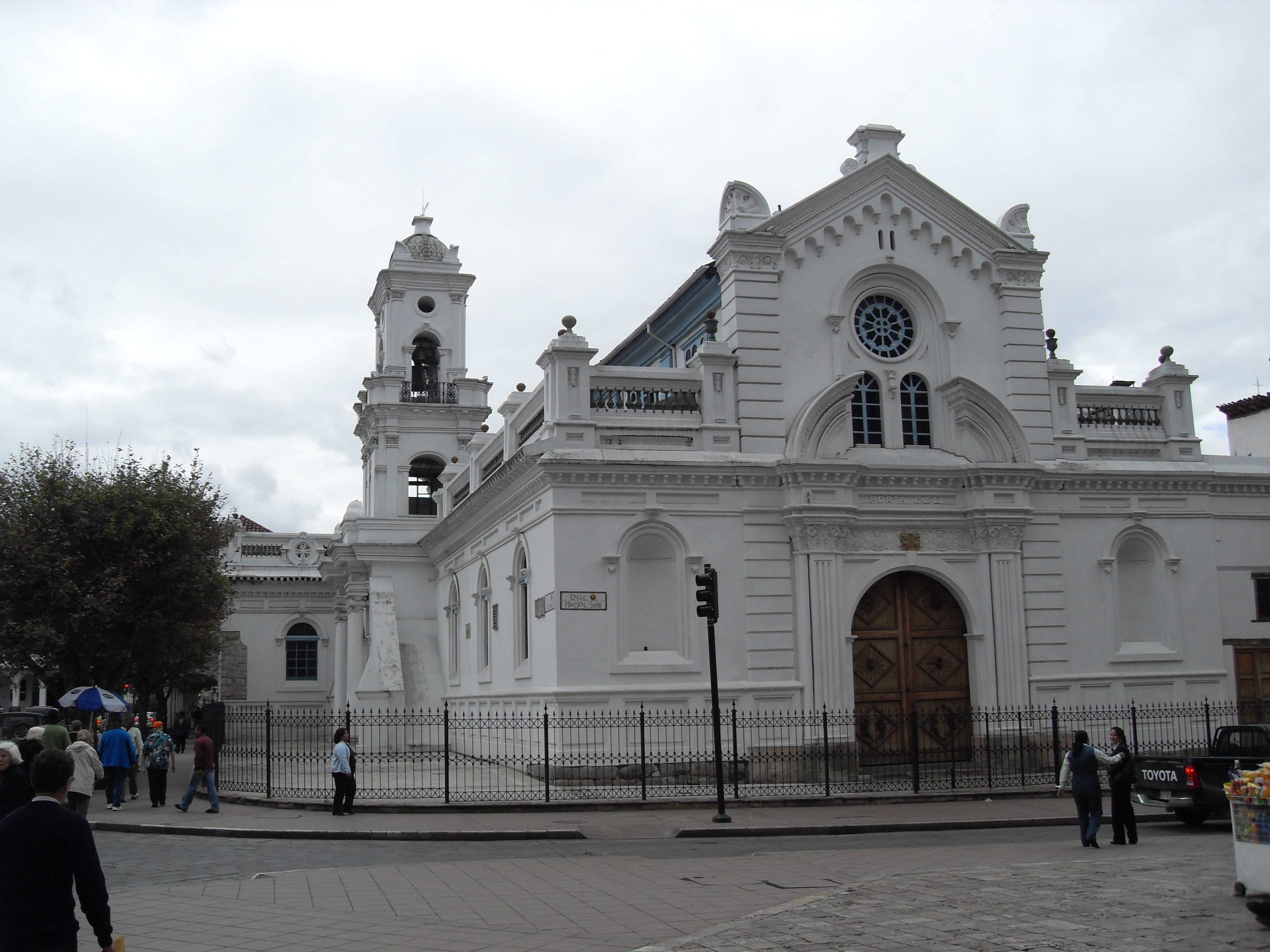
Museum Alte Kathedrale

## Wirtschaft und Infrastruktur
Wirtschaftlich ist Cuenca ein bedeutendes nationales Zentrum der Keramikindustrie, der Hut- und Korbflechterei (Panama-Hüte), der Lederverarbeitung und der Schmuckherstellung in Gold und Silber. Aus Cuenca und Umgebung stammen überproportional viele der ecuadorianischen Arbeitsemigranten in den USA und Europa. Cuenca kennt aber durch seinen neuen Parque Industrial beim Flughafen auch einen Zustrom von Arbeitskräften aus Guayaquil und aus dem Ausland.
In der Stadt befindet sich der nach Mariscal Lamar benannte Flughafen Cuenca, der Cuenca mit Guayaquil und Quito verbindet. Er wird von den vier wichtigsten Fluggesellschaften des Landes bedient.
Das Bussystem von Cuenca ist mit vielen Buslinien und mit Zahlkarte effizient und schnell. Stadtpläne des erweiterten Zentrums sind vorhanden, aber das Liniensystem des ÖV ist dabei nicht kartografiert (2012). Stadtbusse fahren auch direkt zum Thermalbad in Baños.
Das Nahverkehrssystem der Stadt wurde am 25. Mai 2020 durch die Inbetriebnahme der Tranvía Cuatro Ríos de Cuenca erweitert. Die Straßenbahn soll täglich bis zu 106.000 Fahrgäste und jährlich bis zu 39 Millionen Fahrgäste transportieren. Das Streckennetz zieht sich vom Südwesten, sector Control Sur, über das Zentrum bis hin zum Nordosten, sector del Parque Industrial, der Stadt. Dabei umfasst die Strecke 32 Haltestellen. Die Straßenbahn wurde auf den Namen „Tranvia Cuatro Ríos de Cuenca“ getauft, da sie nah an den vier Flüssen Tarqui, Yanuncay, Tomebamba und Machángara entlang fährt.

## Sport
- Cuenca richtete 2007 die Dreiband-Weltmeisterschaft aus.
- Der bekannteste Sportverein der Stadt ist Deportivo Cuenca. 2004 war der Verein ecuadorianischer Meister in der Serie A.

## Städtepartnerschaften
Cuenca unterhält Partnerschaften mit Cusco, Peru (seit 2000) und Xi’an, Volksrepublik China (seit 2010).

## Söhne und Töchter der Stadt
- Abdón Calderón (1804–1822), Held im Unabhängigkeitskampf Ecuadors gegen Spanien
- Antonio Borrero Cortázar (1827–1911), Politiker
- José Ignacio Ordóñez (1829–1893), römisch-katholischer Geistlicher, Erzbischof von Quito
- Daniel Hermida Ortega (1863–1956), Bischof von Cuenca
- Manuel de Jesús Serrano Abad (1898–1971), Erzbischof von Cuenca
- José Gabriel Díaz Cueva (1925–2018), römisch-katholischer Geistlicher, Bischof von Azogues und Weihbischof in Guayaquil
- Guadalupe Larriva (1956–2007), Politikerin
- Oswaldo Patricio Vintimilla Cabrera (* 1966), katholischer Geistlicher, Bischof von Azogues
- Jefferson Pérez (* 1974), Leichtathlet und Olympiasieger, erster Olympiasieger Ecuadors
- Bayron Piedra (* 1982), Mittel- und Langstreckenläufer
- Paola Pérez (* 1989), Geherin
- Alfredo Campo (* 1993), Radrennfahrer
- Maiky de la Cruz (* 2004), Fußballspieler

## Municipio
Das Municipio von Cuenca ist in 15 Parroquias urbanas gegliedert. Es erstreckt sich über eine Fläche von 70,59 km². Beim Zensus 2010 betrug die Einwohnerzahl 331.888 und lag damit nur geringfügig über der Einwohnerzahl im urbanen Bereich von Cuenca.
| Parroquias urbanas         | Parroquias urbanas     | Parroquias urbanas   |
| -------------------------- | ---------------------- | -------------------- |
|                            | 1. San Sebastián (⊙)   | 10. Huayna Cápac (⊙) |
| 2. El Batán (⊙)            | 11. Hermano Miguel (⊙) |                      |
| 3. Yanuncay (⊙)            | 12. El Vecino (⊙)      |                      |
| 4. Bellavista (⊙)          | 13. Totoracocha (⊙)    |                      |
| 5. Gil Ramírez Dávalos (⊙) | 14. Monay (⊙)          |                      |
| 6. El Sagrario (⊙)         | 15. Machángara (⊙)     |                      |
| 7. San Blas (⊙)            |                        |                      |
| 8. Cañaribamba (⊙)         |                        |                      |
| 9. Sucre (⊙)               |                        |                      |